# 37.ª SS-Freiwilligen Kavallerie Division Lützow

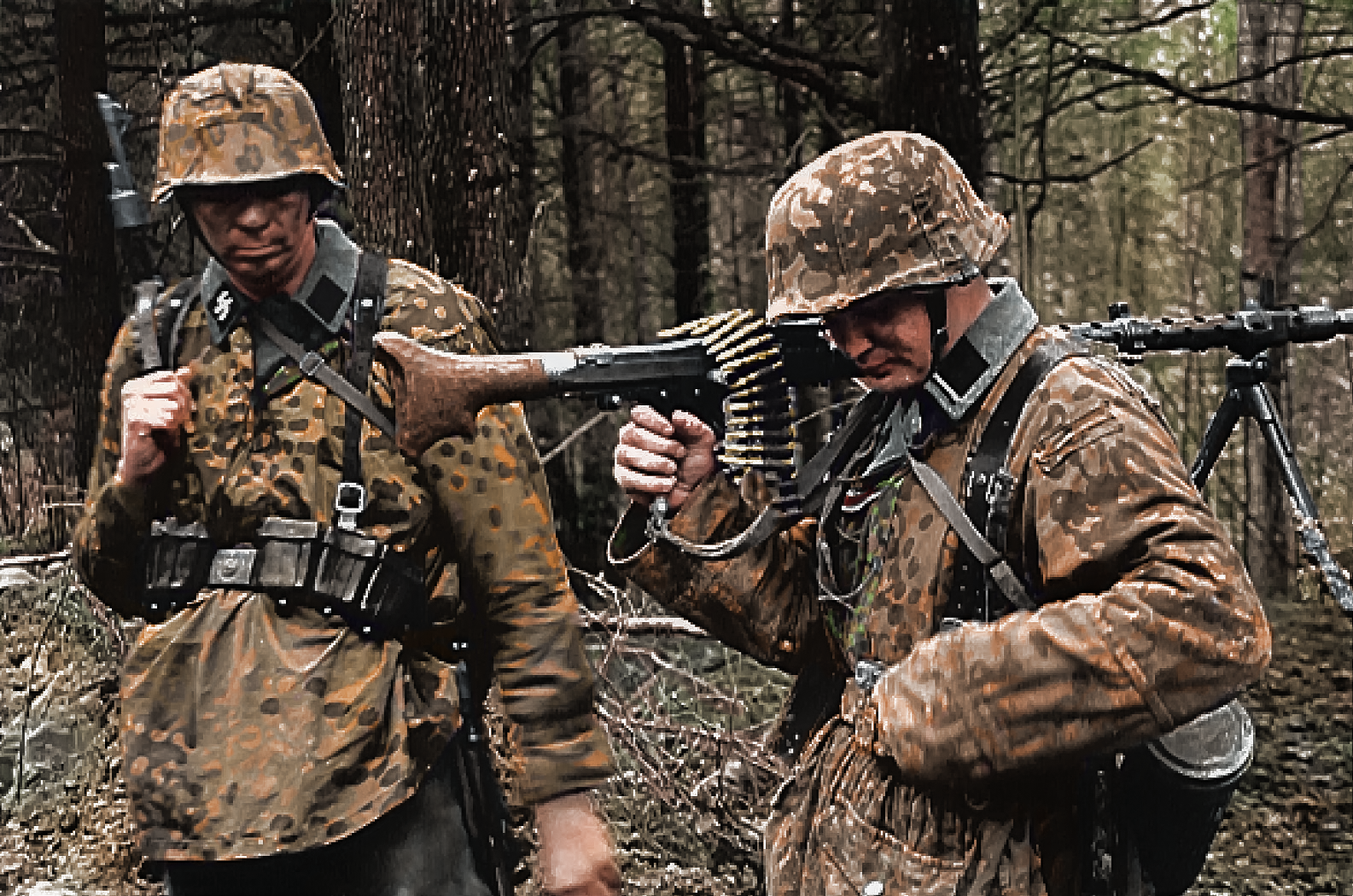
Colorización de dos ametralladores alemanes de las Waffen SS en la Unión Soviética en otoño de 1941

La 37.a División Voluntaria de Caballería SS Lützow (en alemán: 37.ª SS-Freiwilligen Kavallerie Division Lützow) era una unidad perteneciente a las Waffen-SS que participó del lado de la Alemania Nazi durante la Segunda Guerra Mundial. Fue formada en febrero de 1945 y constaba de los restos de la 8.ª División de Caballería SS "Florian Geyer" y la 22.a División Voluntaria de Caballería SS "Maria Theresia", además de la mayoría de los menores de edad alemanes, Volksdeutsche húngaros (alemanes que habitaban en Hungría) y reclutas de etnia húngara. La división tenía la intención de tener tres regimientos de caballería, de dos batallones cada uno, pero debido a la falta de hombres y equipamiento, solo podía desplegar dos regimientos de baja fuerza como sus unidades de combate principales.
Al principio, la división fue comandada por el SS-Oberführer Waldemar Fegelein, pero en marzo fue reemplazado por el SS-Standartenführer Karl Gesele. La unidad entró en acción contra los soviéticos como parte del 6.º Ejército SS Panzer (en alemán: 6. SS-Panzerarmee) durante las últimas semanas de guerra, antes de rendirse a los estadounidenses en Austria en mayo de 1945. Fue nombrada así en honor al general prusiano Adolf von Lützow.

## Comandantes
- El SS-Standartenführer Waldemar Fegelein (febrero de 1945 - marzo de 1945)
- El SS-Standartenführer Karl Gesele (marzo de 1945 - mayo de 1945)[2]